# Žerotín (Ústí nad Labem)
Žerotín é uma comuna checa localizada na região de Ústí nad Labem, distrito de Louny.